# Kathleen Nord
Kathleen Nord (ur. 26 grudnia 1965 w Magdeburgu, zm. 24 lutego 2022 w Elmshorn), po ślubie znana jako Kathleen Schwartz, a następnie Kathleen Feldvoss – wschodnioniemiecka pływaczka specjalizująca się w stylu motylkowym i zmiennym, mistrzyni olimpijska, wielokrotna medalistka mistrzostw świata i Europy.

## Kariera
Kathleen Nord zaczęła pływać w wieku sześciu lat, a trzy lata później otrzymała zaproszenie do szkoły sportowej.
Podczas mistrzostw świata w Guayaquil w 1982 roku zdobyła srebrny medal na dystansie 400 m stylem zmiennym.
Rok później, Nord została w tej konkurencji mistrzynią Europy. Na 200 m stylem zmiennym była druga. W 1985 roku na mistrzostwach Europy w Sofii triumfowała zarówno na 200 jak i 400 m stylem zmiennym.
Podczas mistrzostw świata w Madrycie zdobyła złoty medal w konkurencji 400 m stylem zmiennym, a na dystansie dwukrotnie krótszym wywalczyła brąz.
W 1987 roku na mistrzostwach Europy w Strasburgu zwyciężyła na 200 m stylem motylkowym. Na 400 m stylem zmiennym uplasowała się na trzeciej pozycji.
Rok później, podczas igrzysk w Seulu została mistrzynią olimpijską na dystansie 200 m stylem motylkowym. W konkurencji 400 m stylem zmiennym zajęła piąte miejsce.
Na mistrzostwach Europy w Bonn ponownie zdobyła złoty medal na 200 m motylkiem. Wywalczyła także brąz na dystansie dwukrotnie krótszym.

### Doping w NRD
Kathleen Nord, podobnie jak pozostali sportowcy reprezentujący NRD, nieświadomie przyjmowała środki dopingujące (Oral Turinabol) w ramach programu sponsorowanego przez państwo na przełomie lat 70. i 80 XX w. Zawodnikom mówiono, że przyjmują witaminy.

## Wykształcenie
Wśród najlepszych wschodnioniemieckich pływaczek swojej ery, Kathleen Nord i Kornelia Ender były jedynymi, które ukończyły szkołę średnią, ponieważ w NRD panowało wówczas przekonanie, że szkoła nie może kolidować ze sportem.
Na początku lat 90. Nord studiowała prawo, ale w 1992 roku kierunek został zlikwidowany z powodu zjednoczenia Niemiec. Nord zdecydowała się wyjechać na półtora roku do Stanów Zjednoczonych, gdzie studiowała w Palm Beach Community College na Florydzie.